# Villar Pellice
Villar Pellice (Ël Vilar o Ël Vilar Pélis in piemontese; Vilar Pèlis o semplicemente Lu Vilar anche in occitano) è un comune italiano di 1 055 abitanti della città metropolitana di Torino in Piemonte.
Diversi comuni in Piemonte riportano il toponimo "Villar", probabilmente di derivazione medievale, quando si parlava la lingua occitana.
Si trova in Val Pellice e fa parte della Unione Montana del Pinerolese.

## Storia

### Alluvione del 2008
La borgata Garin fu distrutta da una terribile colata di fango e detriti di 40.000 m³ che si staccò dal bacino del Rio Cassarot il 29 maggio 2008.
 Vennero distrutte due abitazioni e ne vennero danneggiate molte altre. mentre le strade furono inondate e le automobili ribaltate. Quattro furono i morti e tre i feriti.

## Cultura

### Musei
L'Ecomuseo Feltrificio Crumière fondato nel 2006.

## Società

### Evoluzione demografica
Abitanti censiti

Secondo informazioni risalenti al XIX secolo, il comune sarebbe a maggioranza valdese.

## Amministrazione
2019-2024 Garnier Lilia lista civica

2024-In Carica Luca Bounjour lista civica